# نشرك قادين أفندي
نَشَرَك قادين أفندي (1848 – 11 يونيو 1876) هي الزوجة الخامسة للسلطان العثماني عبد العزيز الأول، السلطان الثاني والثلاين من سلاطين الإمبراطورية العثمانية.
وُلدت في تفليس (التي تعرف حاليًا باسم تبليسي) بجورجيا. وفي عام 1868م عندما كان عمرها عشرين عامًا تقريبًا، تزوجت من السلطان عبد العزيز في قصر دولما بخشة. أنجبت له ثلاثة أبناء بين عاميّ 1872م و1874م.
في الثلاثين من مايو عام 1876، قام وزراء السلطان عبد العزيز بعزله عن العرش، وتوفي بعدها بأيام وتحديدًا في الرابع من يونيو من عام 1876م، إما عن طريق الاغتيال أو الانتحار. وتوفيت نسرين بعد وفاة زوجها بسبعة أيام في الحادي عشر من يونيو في أورتاكوي.

## الأبناء
أنجبت نَشَرَك للسلطان عبد العزيز ولدًا وبنتين:
- شاه زاده محمد شوكت أفندي (5 يونيو 1872 - 22 أكتوبر 1899).
- السلطانة أمينة (24 أغسطس 1874 - 29 يناير 1920).